# Scott McKenzie
Scott McKenzie, egentligen Philip Wallach Blondheim III, född 10 januari 1939 i Jacksonville, Florida, död 18 augusti 2012 i Los Angeles, var en amerikansk folk-rock-sångare och låtskrivare.

## Biografi
McKenzie föddes i Jacksonville, Florida men växte upp i Asheville, North Carolina och i Virginia. 
Scott McKenzie fick 1967 en stor hit med låten "San Francisco (Be Sure to Wear Flowers in Your Hair)", som var en sång om hippies och flower power-rörelsen i staden. Han fick samma år en mindre hit till med "Like an Old Time Movie", vilken följdes av den mindre framgångsrika Holy man. Alla tre producerades av Lou Adler och John Phillips samt hade skrivits av Phillips. Efter det blev det inga fler hits för egen del, men McKenzie skrev What About Me till Anne Murray, inspelad 1968, och "Kokomo" (tillsammans med John Phillips, Mike Love och Terry Melcher) som 1988 blev en listetta i USA för The Beach Boys. Under 1980- och 1990-talen var han också med i den återbildade gruppen The Mamas and the Papas.
Kort innan han avled hade McKenzie tillbringat två veckor på sjukhus. Sedan 2010 hade han lidit av Guillain-Barrés syndrom.

## Diskografi
Studioalbum
- 1967 – Voice of Scott McKenzie (även utgiven som San Francisco)
- 1970 – Stained Glass Morning

Samlingsalbum
- 2001 – Stained Glass Reflections 1960–1970

Singlar
- Look in your eyes (Mike Hurst) 1965 (Capitol 45-25074)
- There stands the glass (Hill, Shurtz, Greisham) 1965 (Capitol 45-26114)
- No, no, no, no, no (Geoff Stephens, Michel Polnareff) 1966 (Epic 5-10124)
- San Francisco (Be Sure to Wear Flowers in Your Hair) (John Phillips) 1967 (Ode ZS7-103-1)
- Like an old time movie (John Phillips) 1967 (Ode ZS7-105-1)
- Holy man (John Phillips) 1968 (Ode ZS7-107-1)
- Going home again (Scott McKenzie) 1970 (Ode ODE-66012)